# سودارات کیورافان
سودارات کیورافان (تایلندی: สุดารัตน์ เกยุราพันธุ์؛ زادهٔ ۱ مهٔ ۱۹۶۱) سیاست‌مدار اهل تایلند است؛ و رئیس کمیته استراتژیک حزب فیو تای بود و سمت‌های مختلفی را در کابینه دولت برعهده داشته و در چندین دوره منتخب مجلس نمایندگان پارلمان تایلند بوده‌است. او از جانب حزب خود کاندید انتخابات سراسری تایلند (۲۰۱۹) شد؛ و  نتایج انتخابات نهایی تأیید کردند که حزب فیو تای با کسب ۱۳۶ کرسی از ۵۰۰ کرسی مجلس نمایندگان حزب حامی هونتای نظامی را با اختلاف ۹۷ کرسی شکست داد.

## زندگی‌نامه
سودارات در بانکوک در خانواده کیورافان متولد شد، پدرش سوموپون کیورافان و مادرش رنو کیورافان بودند. پدرش عضو سابق پارلمان از استان ناکون راچاسیما بود و سودارات تحصیلات ابتدایی و متوسطه‌اش را در مدرسه سنت جوزف در بانکوک سپرسی کرد و برای دوره (کارشناسی به دانشگاه چولالونگ کورن رفت و در رشته (مدیریت ارشد کسب‌وکار) فارغ‌التحصیل شد و سپس مدرک کارشناسی ارشد خود را در رشته مدیریت ارشد کسب و کار از مدرسه تجارت دانشگاه چولالونگ کورن اخذ کرد و در تحصیلات عالی (پی‌اچ‌دی) خود را در رشته مطالعات بودایی کسب نمود.

## فعالیت‌ها
در سال ۱۹۹۶، سودارات به عنوان عضو پارلمان انتخاب شد و تنها عضوی بود که از حزب پالانگ دارما وارد پارلمان شد.
دو سال بعد، در سال ۱۹۹۸، سودارات همراه باتاکسین شیناواترا و ۲۱ عضو دیگر به همکاری با هم پرداختند و اقدام به بنیان‌گذاری، حزب راک کردند. سودارات به عنوان معاون رهبر حزب راک تای تایلند منصوب شد. این حزب در انتخابات سال ۲۰۰۶ بیش از ۶۱ درصد آرا را کسب نمود و حزب بزرگی را تشکیل دادند.
در انتخابات سال ۲۰۰۱، سودارات به عنوان عضو پارلمان انتخاب شد و در سمت وزیر بهداشت عمومی در تاریخ ۱۷ فوریه ۲۰۰۱ در کابینه دولت تاکسین شیناواترا منصوب و مشغول به کار شد. او طی این مدت درگیر یک رسوایی طولانی مدت شد که به خرید رایانه‌های پر هزینه برای بیمارستان‌ها، در هنگامی که در وزارت بهداشت مشغول به کار بود برمی‌گشت. در سال ۲۰۰۶، سودارات به عنوان وزیر کشاورزی و تعاونی منصوب شد و با کودتای سپتامبر۲۰۰۶ سمت خود را از دست داد.
سودارات به عنوان یکی از ۱۱۱ عضو اجرایی TRT، پس از کودتای ۲۰۰۶ از شرکت در فعالیت‌های سیاسی به مدت پنج سال ممنوع شد.

## افتخارات و جوایز معتبر
- ۱۹۹۶ – جایزه تالر تایلند که به او بیشتر به عنوان شخصیت برگزیده سال اهدا شد.
- ۱۹۹۷ – جوایز فارغ التحصیلان مشهور از دانشکده بازرگانی و حسابداری از دانشگاه چولالونگ کورن
- ۲۰۰۳ – تنباکو- کسب جایزه آزاد از WHO
- ۲۰۰۳ – دریافت جایزه سلامت روان از شاهزاده در حمایت از سلامت روان شاهزاده گالیانی واداهانا
- ۲۰۱۴ – جایزه رهبر برجسته جهانگردی از جامعه جهانی بودایی‌ها
- ۲۰۱۵ – جایزه رهبر آیین آساکا پیله از انجمن متخصصان برجسته بودیسم تایلند[۸][۹]

## مدالهای سلطنتی
۱۹۹۶ نایت گراند کوردون (کلاس ویژه) برجسته‌تین نشان طوفان تایلند
۱۹۹۹نایت گرند کوردون (کلاس ویژه) نشان برجسته فیل سفید
 ۲۰۰۵ برجسته‌ترین عضو چولا کوم کلاو
 ۲۰۰۵ نایت گراند کراس (کلاس اول) نشان تحسین‌برانگیز دیرکگوناب‌هورن